# Toše Proeski Arena
Toše Proeski National Arena (tiếng Macedonia: Национална арена „Тоше Проески“) là một sân vận động thể thao ở Skopje, Bắc Macedonia. Sân được sử dụng chủ yếu cho các trận bóng đá, nhưng thỉnh thoảng cũng được sử dụng cho các buổi hòa nhạc hoặc điền kinh. Đây là sân nhà của câu lạc bộ FK Vardar và FK Rabotnički ở Skopje, và đây cũng là sân nhà của đội tuyển bóng đá quốc gia Bắc Macedonia. Vào ngày 30 tháng 6 năm 2015, UEFA chọn sân này là chủ nhà của Siêu cúp châu Âu 2017 giữa Real Madrid và Manchester United. Sân vận động được biết đến trước đó với tên City Stadium Skopje (tiếng Macedonia: Градски стадион Скопје) đến năm 2009 và Philip II National Arena (tiếng Macedonia: Национална арена "Филип Втори") đến năm 2019, khi nó được đặt tên theo biểu tượng nhạc pop của Bắc Macedonia, Toše Proeski.

## Xây dựng lại và mở rộng
Dự án cho khán đài phía nam được thiết kế vào năm 1977 bởi các kiến trúc sư Dragan Krstev và Todorka Mavkova từ Beton. Việc xây dựng sân vận động theo hình thức hiện tại bắt đầu vào năm 1978, với việc xây dựng khán đài phía nam, phải mất hai năm để hoàn thành. Việc tái thiết và mở rộng đã bắt đầu sau một thời gian trì hoãn thực hiện dự án vào tháng 1 năm 2008. Việc xây dựng một khán đài phía bắc mới đã hoàn thành vào tháng 8 năm 2009 và được đưa vào sử dụng vào ngày 2 tháng 8 năm 2009, ngày lễ quốc gia của Macedonia "Ilinden". Mười ngày sau, vào ngày 12 tháng 8, đội tuyển bóng đá quốc gia Macedonia đã chơi một trận giao hữu với nhà vô địch châu Âu Tây Ban Nha, như một phần của lễ kỷ niệm 100 năm bóng đá ở Macedonia.
Việc tái thiết khán đài phía nam bắt đầu vào năm 2009, được đưa vào hoạt động vào ngày 30 tháng 7 năm đó cho trận đấu giữa FK Rabotnički và Liverpool FC.
Ngay sau đó, việc xây dựng các khán đài phía tây và phía đông mới bắt đầu. Đến giữa tháng 7 năm 2012, phần lớn sân vận động đã được hoàn thành với việc xây dựng lại sân mới và đường chạy điền kinh. Vào ngày 25 tháng 7 năm 2012, FK Vardar đã có trận đấu với FC BATE Borisov trong vòng loại thứ hai của UEFA Champions League để mở cửa lại sân vận động.

## Kinh phí xây dựng
Kể từ năm 2008, sân vận động đã chứng kiến khoản đầu tư khoảng hai tỷ denar, tương đương 32 triệu euro. Giai đoạn thứ hai, được tiến hành vào tháng 11 năm 2011, là kế hoạch tái thiết lại sân và đường chạy điền kinh. Đường chạy điền kinh quanh sân, từ 6 làn sẽ được mở rộng thành 8 đường chạy và nó sẽ sử dụng bề mặt đường chạy Tartan. Tổng chi phí cho giai đoạn này là 3,5 triệu euro. Vào năm 2013, nó sẽ được hoàn thành với việc hoàn thành một mặt tiền bên ngoài được chiếu sáng mới. Tổng chi phí xây dựng cho tất cả các hành động liên quan đến sân vận động trong giai đoạn 2008-2013 ước tính lên tới hơn 60 triệu euro.

## Trận đấu đáng chú ý
- Vòng 1 Cúp UEFA 1985-86, lượt về - 2 tháng 10 năm 1985 giữa FK Vardar và FC Dinamo București.[9]
- Vòng 1 Cúp C1 châu Âu 1987-88, lượt về - 30 tháng 9 năm 1987 giữa FK Vardar và FC Porto.[10]
- Chung kết Cúp bóng đá Macedonia 1992-93 - 23 tháng 5 năm 1993 giữa FK Vardar và FK Pelister.[11]
- Vòng loại Euro 1996 - 7 tháng 9 năm 1994 giữa Macedonia và Đan Mạch.[12]
- Vòng loại Euro 1996 - 12 tháng 10 năm 1994 giữa Macedonia và Tây Ban Nha.[13]
- Vòng 1 Cúp UEFA 2000-01, lượt đi - 14 tháng 9 năm 2000 giữa FK Pobeda và AC Parma.[14]
- Vòng loại thứ hai UEFA Champions League 2003-04, lượt về - 6 tháng 8 năm 2003 giữa FK Vardar và CSKA Moskva.[15]
- Vòng loại thứ ba UEFA Champions League 2003-04, lượt đi - 13 tháng 8 năm 2003 giữa FK Vardar và AC Sparta Praha.[16]
- Vòng loại Euro 2004 - 6 tháng 9 năm 2003 giữa Macedonia và Anh.[17]
- Vòng 1 Cúp UEFA 2003-04, lượt về - 15 tháng 10 năm 2003 giữa FK Vardar và AS Roma.[18]
- Vòng loại World Cup 2006 - 9 tháng 10 năm 2004 giữa Macedonia và Hà Lan.[19]
- Vòng loại thứ hai UEFA Champions League 2005-06, lượt đi - 27 tháng 7 năm 2005 giữa FK Rabotnički và Lokomotiv Moskva.[20]
- Vòng loại thứ ba UEFA Champions League 2006-07, lượt về - 23 tháng 8 năm 2006 giữa FK Rabotnički và LOSC Lille.[21]
- Vòng 1 Cúp UEFA 2007-08, lượt đi - 20 tháng 9 năm 2007 giữa FK Rabotnički và Bolton Wanderers.[22]
- Vòng loại Euro 2008 - 17 tháng 11 năm 2007 giữa Macedonia và Croatia.[23]
- Vòng loại World Cup 2010 - 6 tháng 9 năm 2008 giữa Macedonia và Scotland.[24]
- Vòng loại thứ ba UEFA Europa League 2010-11, lượt đi - 29 tháng 7 năm 2010 giữa FK Rabotnički và Liverpool.[25]
- Vòng loại Euro 2012 - 4 tháng 6 năm 2011 giữa Macedonia và Cộng hòa Ireland.[26]
- Vòng loại play-off UEFA Europa League 2011-12, lượt về - 25 tháng 8 năm 2011 giữa FK Rabotnički và SS Lazio.[27]
- Vòng loại thứ hai UEFA Champions League 2012-13, lượt về - 25 tháng 7 năm 2012 giữa FK Vardar và BATE Borisov.[28]
- Vòng loại thứ hai UEFA Champions League 2015-16, lượt về - 21 tháng 7 năm 2015 giữa FK Vardar và APOEL.[29]
- Vòng loại play-off UEFA Europa League 2015-16, lượt đi - 20 tháng 8 năm 2015 giữa FK Rabotnički và Rubin Kazan.[30]
- Vòng loại Euro 2016 - 8 tháng 9 năm 2015 giữa Macedonia và Tây Ban Nha.[31]
- Vòng loại World Cup 2018 - 9 tháng 10 năm 2016 giữa Macedonia và Ý.[32]
- Vòng loại giải vô địch bóng đá U-21 châu Âu 2017 - 11 tháng 10 năm 2016 giữa Macedonia và Scotland.[33]
- Siêu cúp châu Âu 2017 - 8 tháng 8 năm 2017 giữa Real Madrid và Manchester United.
- Vòng loại play-off UEFA Europa League 2017–18, lượt đi - 17 tháng 8 năm 2017 giữa FK Vardar và Fenerbahçe.[34]
- Vòng bảng UEFA Europa League 2017–18 - 14 tháng 9 năm 2017 giữa FK Vardar và Zenit Sankt Peterburg.[35]
- UEFA Champions League 2018-19 - 10 tháng 7 năm 2018 giữa FC Shkendija và The New Saints FC.[36]
- Bán kết vòng loại play-off Euro 2020 - 8 tháng 10 năm 2020 giữa Bắc Macedonia và Kosovo.[37]

## Buổi hòa nhạc
- 1995 – Lepa Brena tổ chức một buổi hòa nhạc trước 35.000 người.
- 1996 – Dragana Mirković tổ chức một buổi hòa nhạc trước 15.000 người.
- 2004 – Toše Proeski tổ chức một buổi hòa nhạc trước 10.000 người.
- 2005 – Svetlana Ražnatović tổ chức một buổi hòa nhạc trước 30.000 người.
- 2006 – Toše Proeski tổ chức một buổi hòa nhạc trước 30.000 người.
- 2007 – Toše Proeski tổ chức một buổi hòa nhạc trước 50.000 người.
- 2007 – Pink tổ chức một buổi hòa nhạc trước 20.000 người.
- 2007 – Tarkan tổ chức một buổi hòa nhạc trước 6.000 người.[38]
- 2009 – Carlos Santana tổ chức một buổi hòa nhạc trước 15.000 người.
- 2012 – Garo & Tavitjan Brothers với dự án Trái tim Macedonia đập trong ngày 7/8 bao gồm Nina Badrić, Željko Bebek, Dado Topić, Tereza Kesovija, Josipa Lisac, Kaliopi, Hari Varešanović, Sergej Ćetković, Goran Karan, Jelena Tomašević, Antonija Šola, và Aki Rahimovski, tổ chức một buổi hòa nhạc trước 61.000 người để tôn vinh 21 năm độc lập của Macedonia.[39]
- 2014 – Željko Joksimović tổ chức một buổi hòa nhạc trước 50.000 người.
- 2016 – David Guetta tổ chức một buổi hòa nhạc trước 15.000 người.
- 2019 – Sting tổ chức một buổi hòa nhạc trước một số lượng người không được tiết lộ.

## Hình ảnh

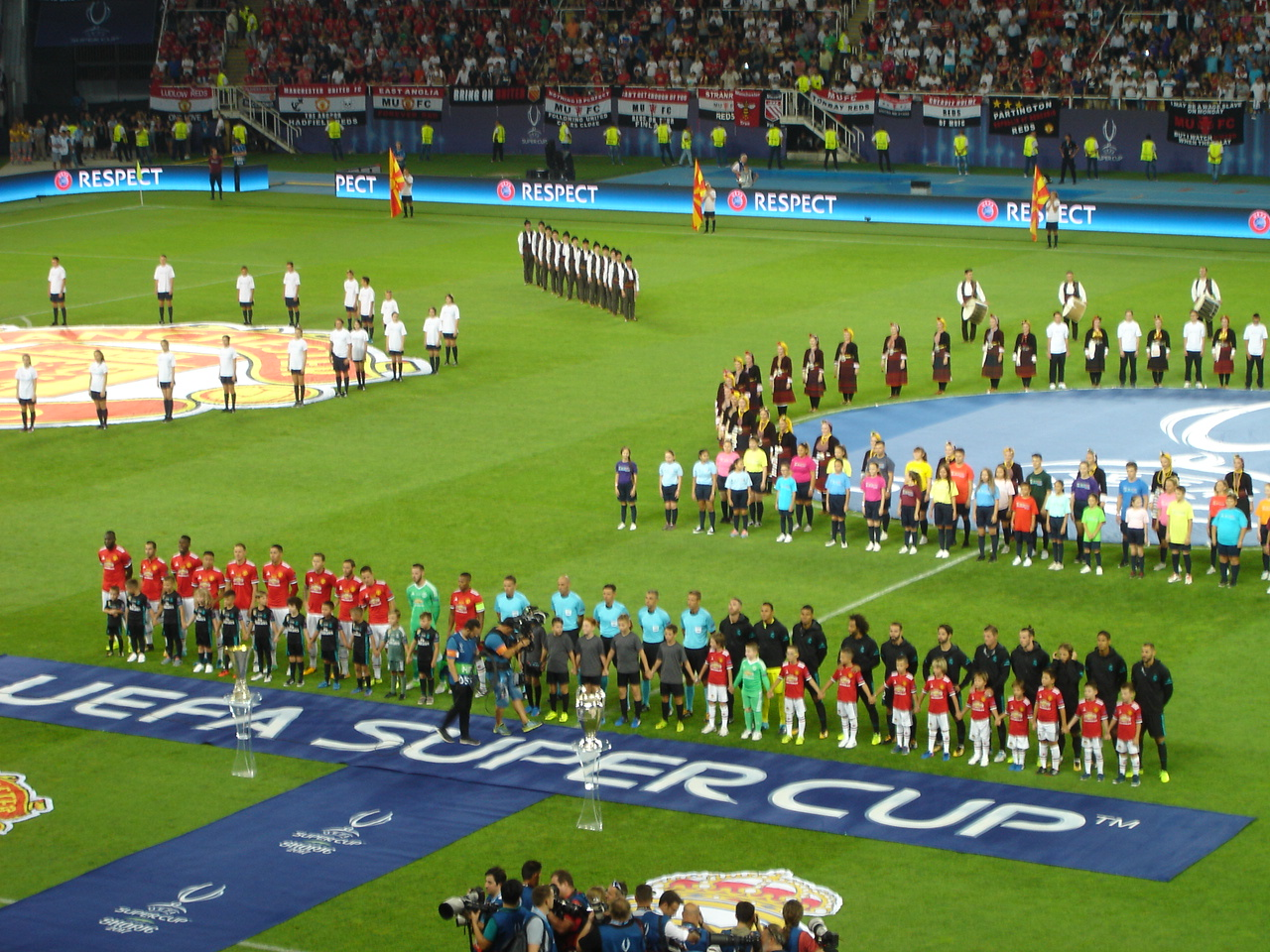
Siêu cúp châu Âu 2017
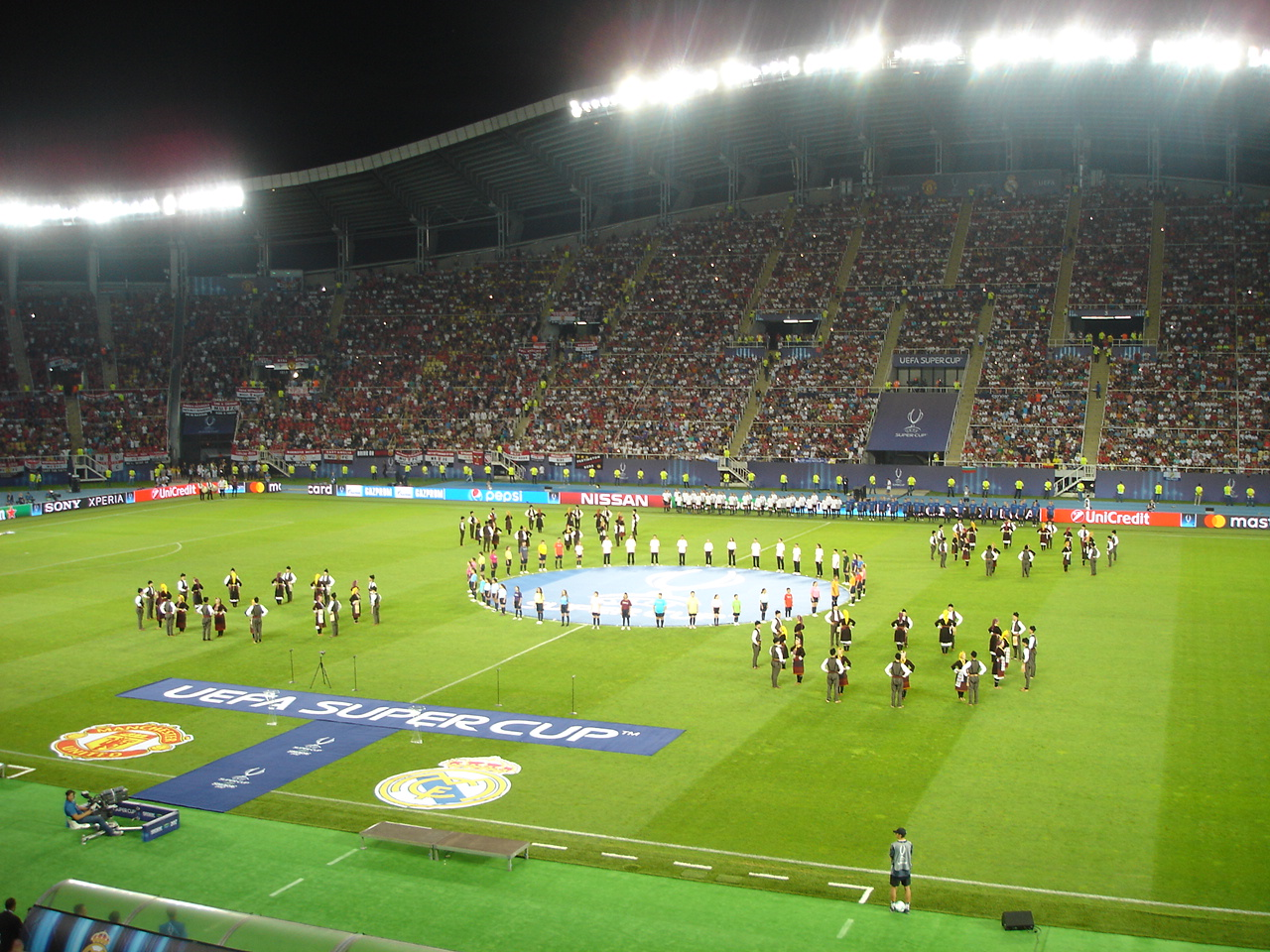
Lễ khai mạc Siêu cúp châu Âu
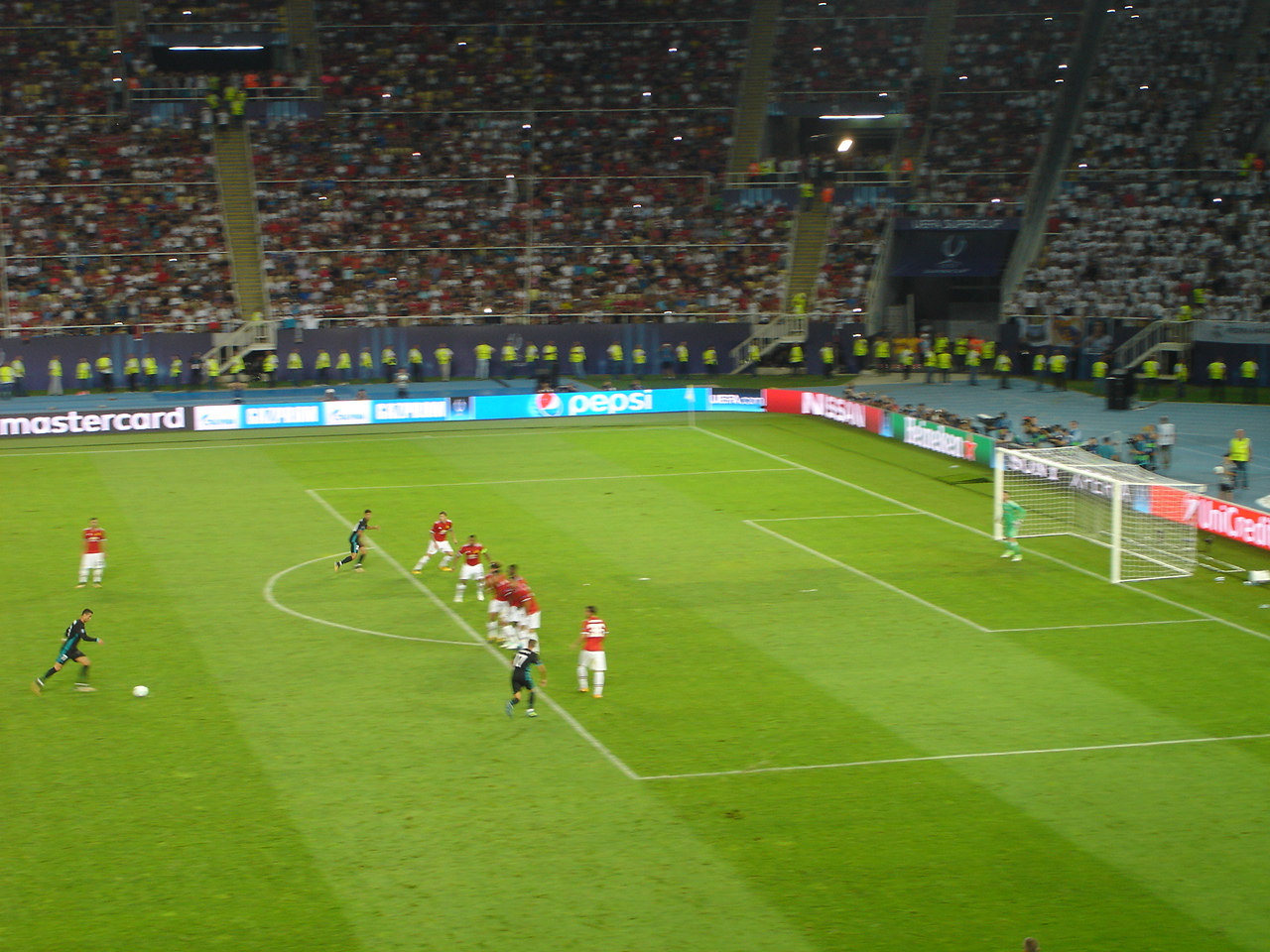
Quả đá phạt của Ronaldo
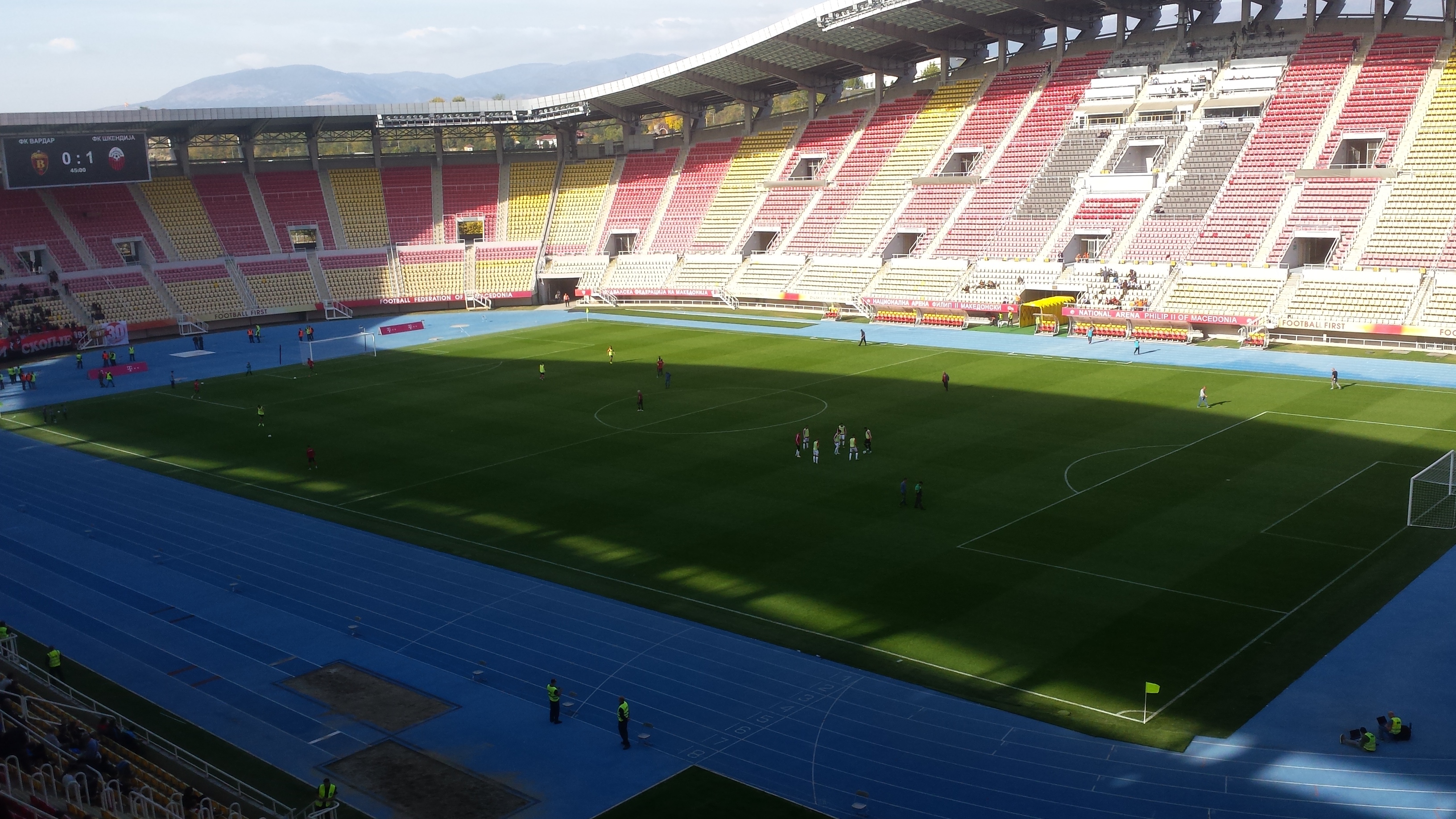
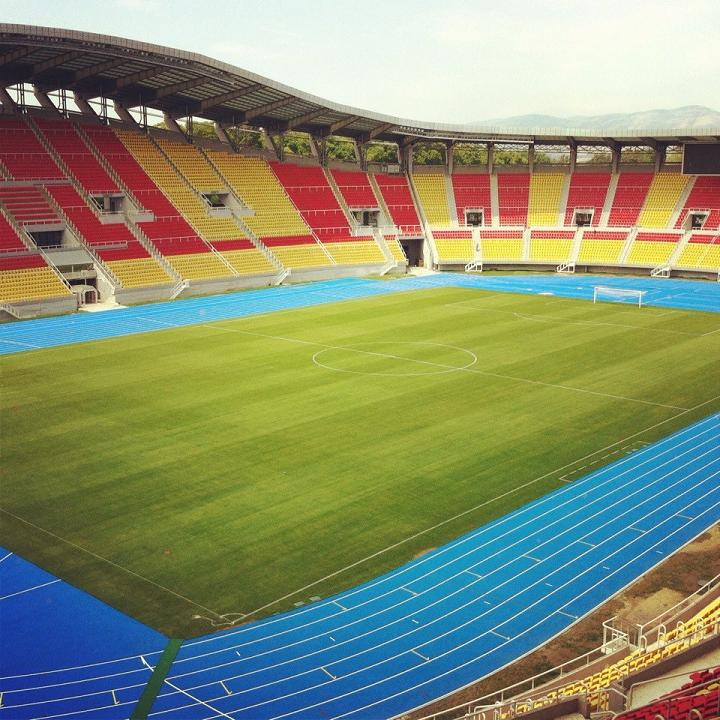
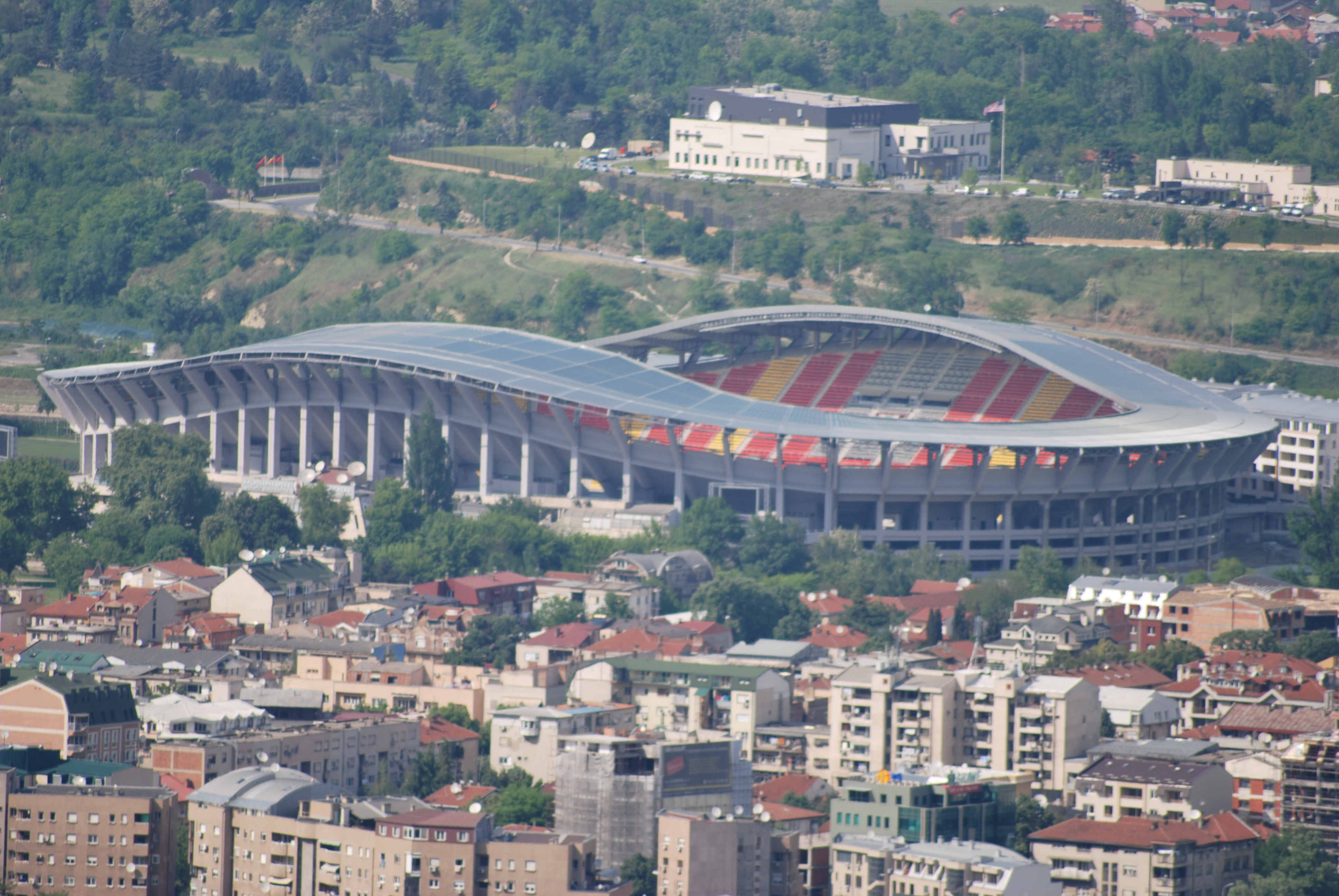
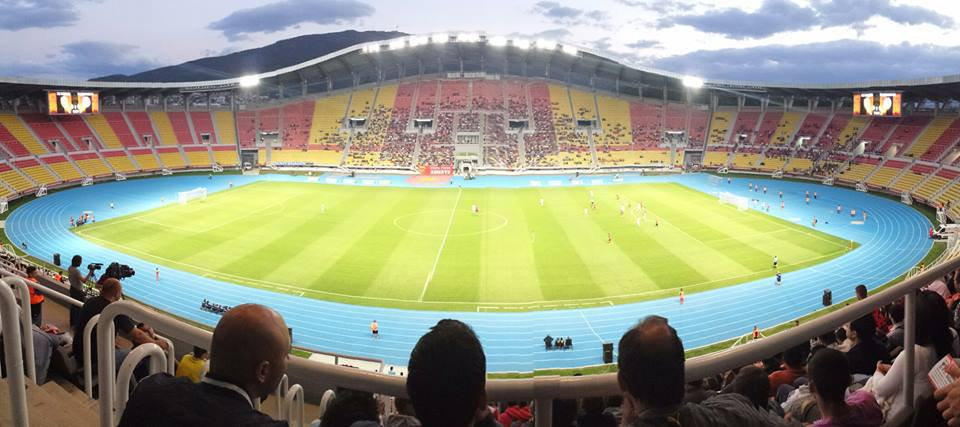
Nhìn từ khán đài phía Nam
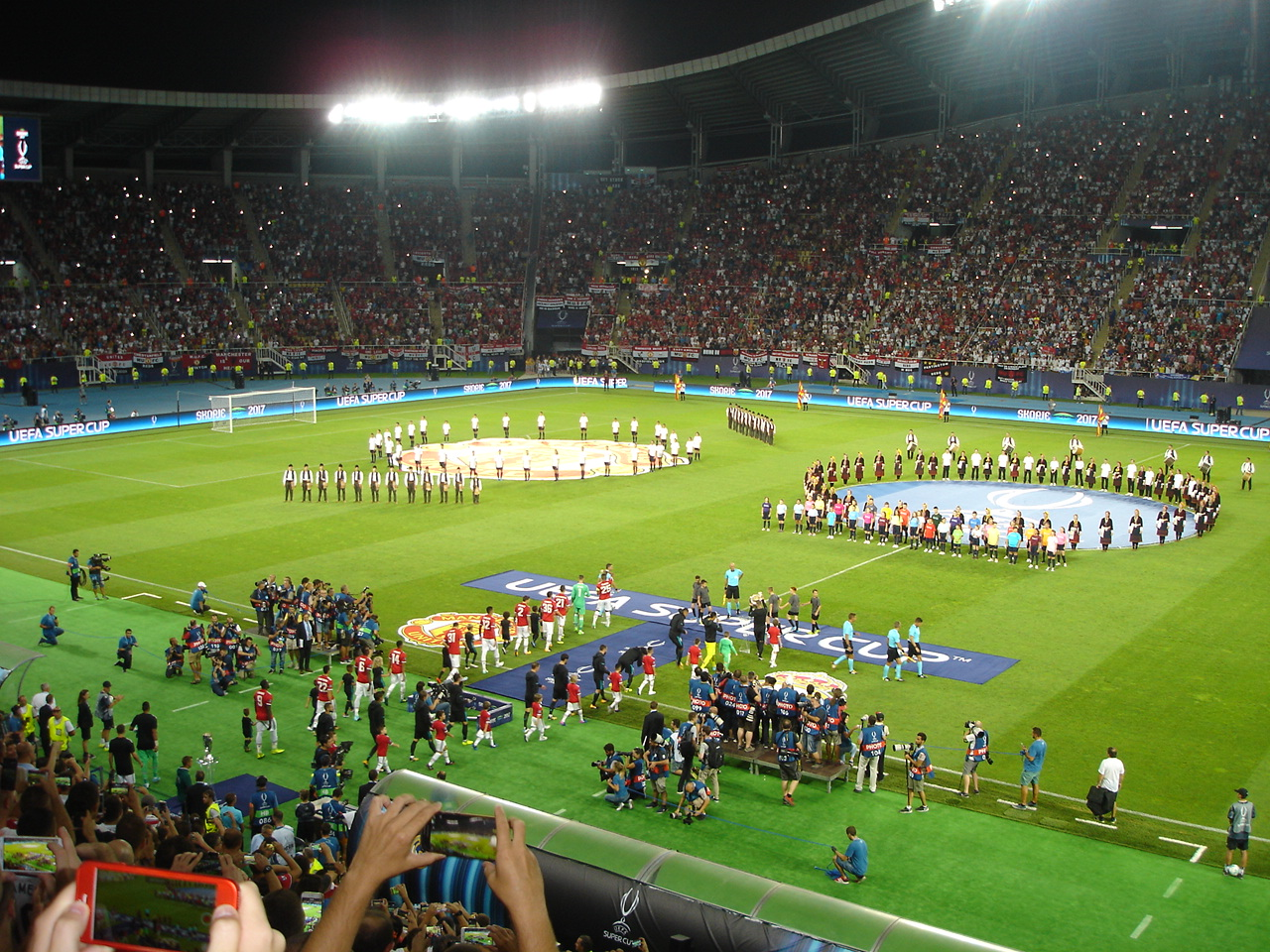
Siêu cúp châu Âu giữa Man Utd với Real Madrid

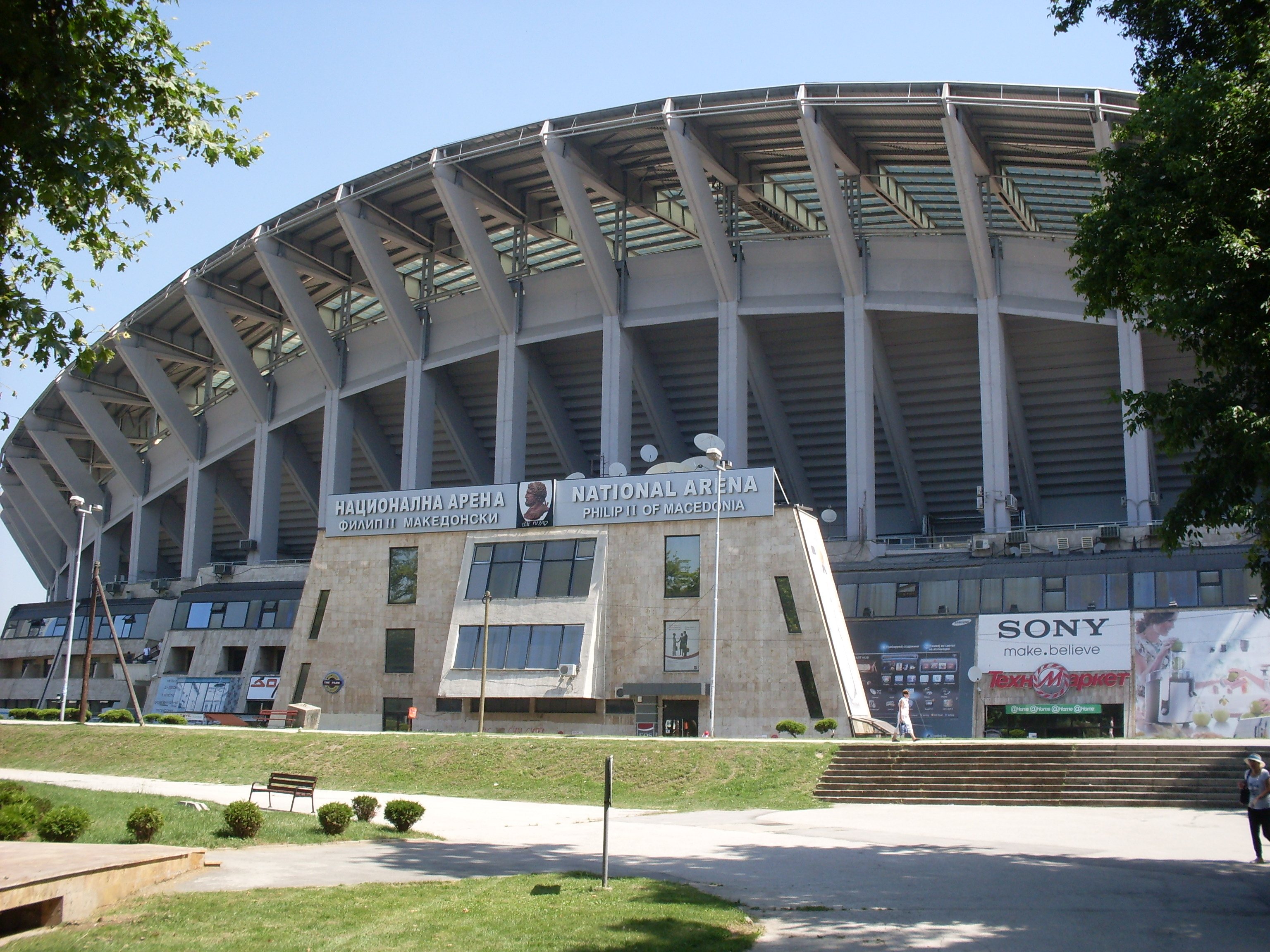
Bên ngoài sân vận động
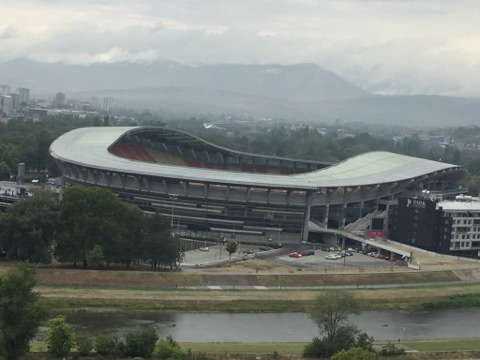
Nhìn từ trên cao
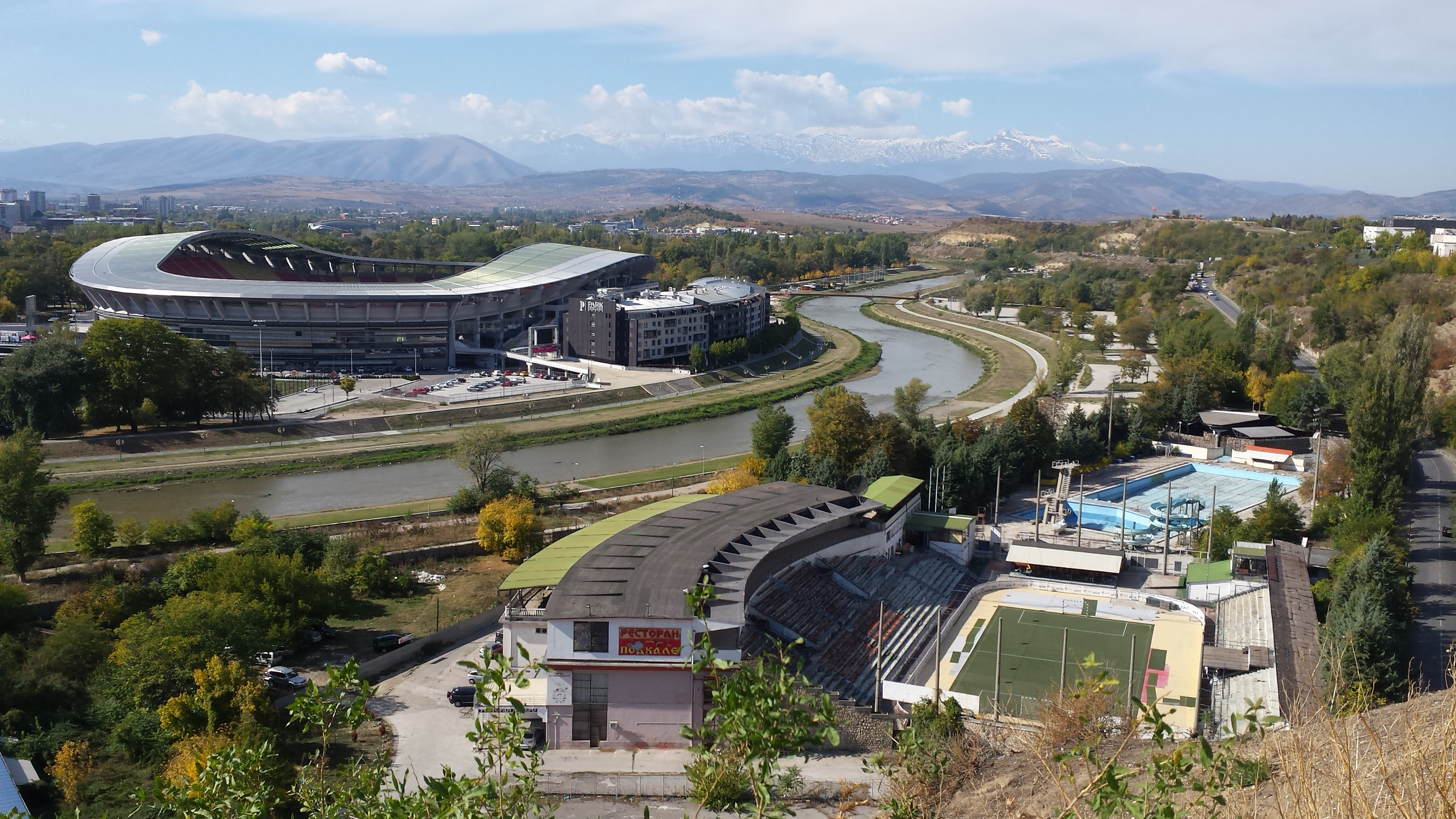
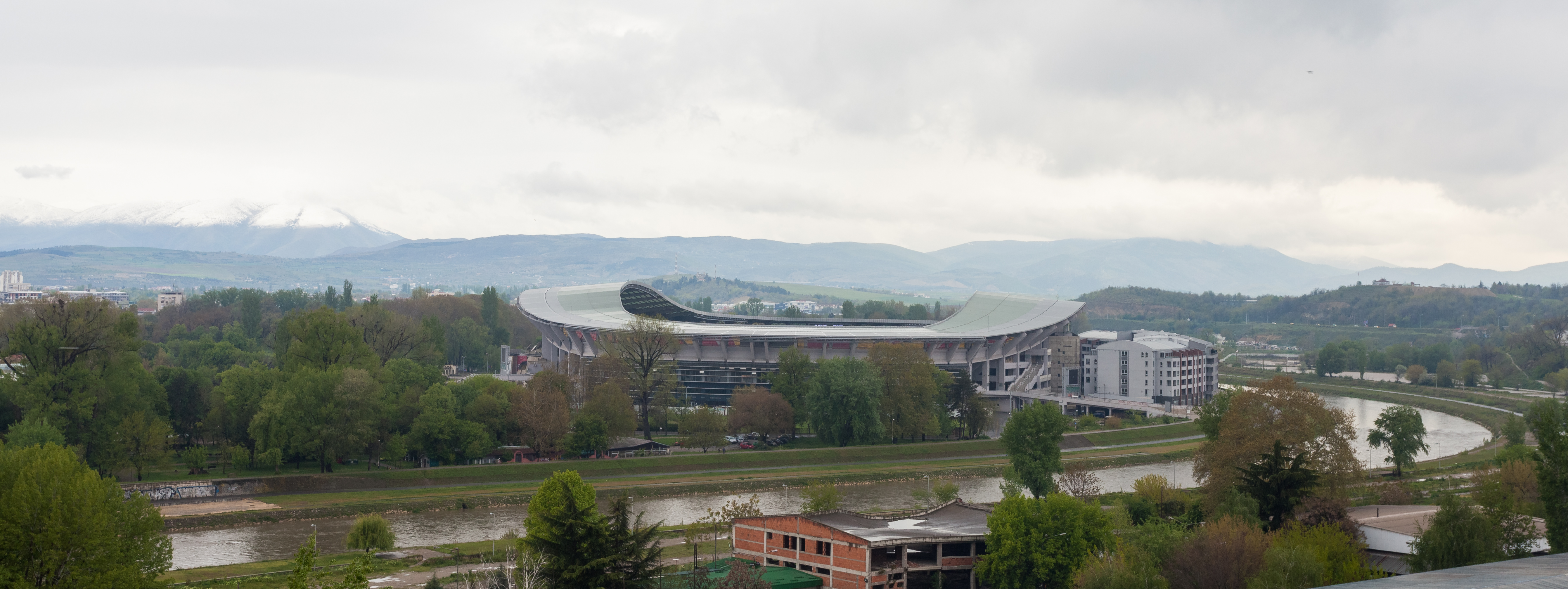
Nhìn từ pháo đài Skopje
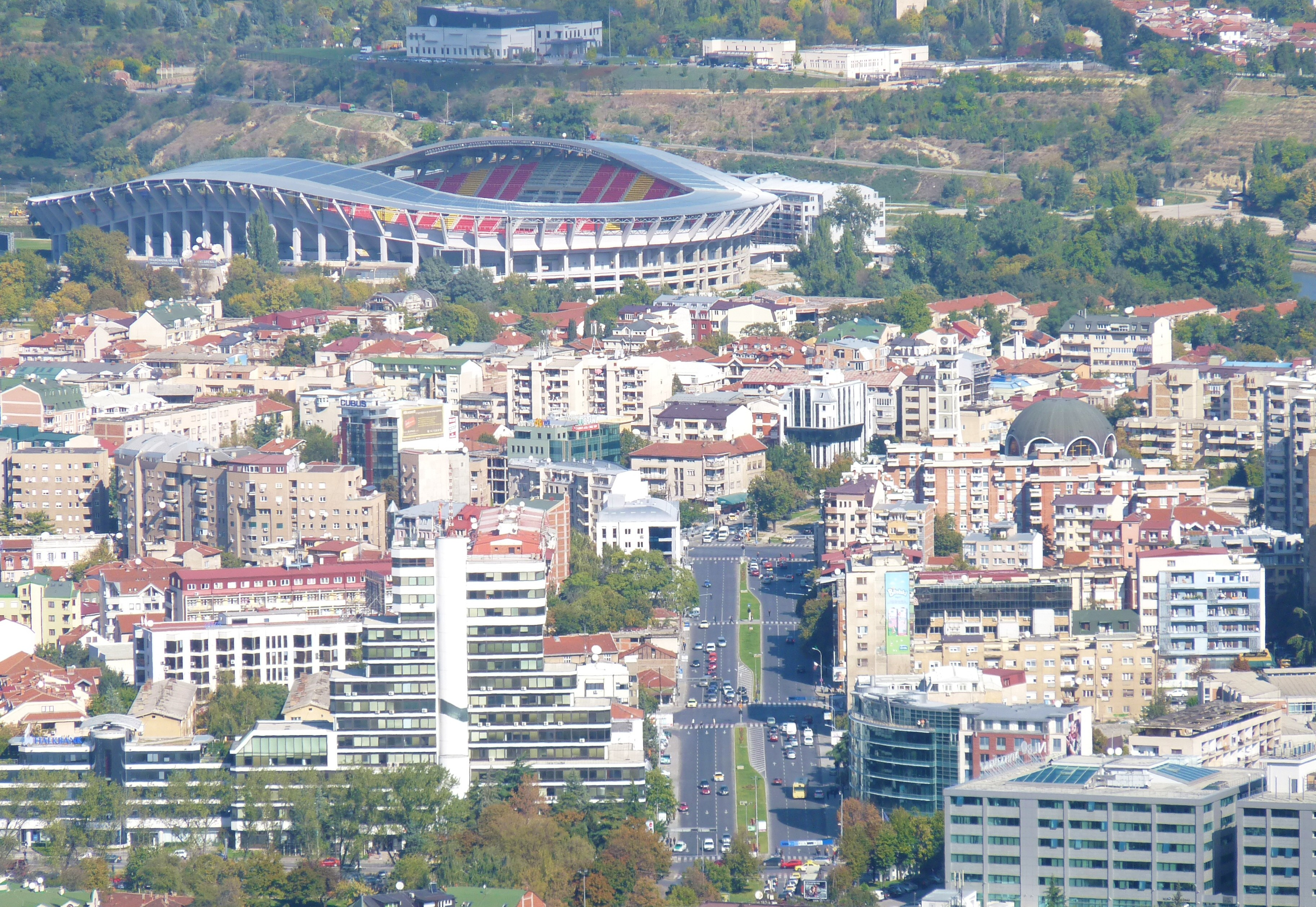
Quang cảnh Skopje của đại lộ Kliment Ohridski và Toše Proeski Arena
- Tập tin:Tập